# Pôle d'équilibre territorial et rural Gâtinais montargois
Pour les articles homonymes, voir Gâtinais (homonymie).
Le Pôle d'équilibre territorial et rural (PETR) Gâtinais montargois est un PETR français, situé dans le département du Loiret et la région Centre-Val de Loire.

## Historique
- 10 avril 1997 : Création du Syndicat Mixte du pays Gâtinais
- 2012 : Création du Syndicat Mixte de gestion du Schéma de Cohérence Territoriale du Montargois-en-Gâtinais
- Octobre 2018 : Fusion du Syndicat Mixte du Pays Gâtinais et du Syndicat Mixte de gestion du Schéma de Cohérence Territoriale du Montargois-en-Gâtinais
- 1er janvier 2019 : Le Syndicat fusionné devient le Pôle d'Équilibre Territorial et Rural (PETR) du Montargois-en-Gâtinais
- 20 septembre 2019 : Changement de nom en PETR (Pôle d'Équilibre Territorial et Rural) Gâtinais montargois

## Composition
Le PETR Gâtinais Montargois est constitué de 95 communes sur trois Communautés de Communes (Communauté de Communes Canaux et Forêt en Gâtinais ; Communauté de Communes de la Cléry, du Betz et de l'Ouanne ; Communauté de Communes des Quatre Vallées) et une Communauté d'Agglomération (Agglomération Montargois Et rives du loing)

## Compétences
| Domaines de compétences       |
| ----------------------------- |
| Environnement et cadre de vie |
| Aménagement de l'espace       |
| Logement et habitat           |
| Autres                        |

### Source
- Le Pays Gâtinais sur le site du Conseil Général du Loiret
- Le Pôle d'équilibre territorial et rural : un outil de développement du territoire